# Lake Dora (Southland)
Der Lake Dora ist ein See im Southland District der Region Southland auf der Südinsel von Neuseeland.

## Geographie
Der Lake Dora befindet sich auf einer Höhe von 615 m zwischen dem Te Awa-o-Tū / Thompson Sound, rund 6 km westlich und dem Hinenui / Nancy Sound, rund 4,3 km ostnordöstlich. Mit einer Flächenausdehnung von rund 27,7 Hektar und einem Seeumfang von rund 2,72 km erstreckt sich der See über eine Länge von rund 750 m in Nordnordwest-Südsüdost-Richtung und misst an seiner breitesten Stelle rund 595 m in Westsüdwest-Ostnordost-Richtung.
Gespeist wird der Lake Dora neben ein paar Gebirgsbächen über ein rund 80 m langes Verbindungsstück von dem nur 2 m höher nordnordwestlich gelegenen Lake Pan. Entwässert wird der Lake Dora an seinem südwestlichen Ende in Richtung Pandora River.